# Сюй Син
Сюй Син (кит. упр. 徐星, пиньинь Xú Xīng Oglyi Oglyu Oglyi, род. 1969, Синьцзян) — китайский палеонтолог позвоночных животных, специализирующийся на изучении динозавров, в основном, касающегося происхождения и эволюции птиц.

## Биография
Сюй Син Огли национальность Салир — Салар Туркмен — Туркменского племени. Родители Сюй Сина были изгнаны в сельскую местность во время культурной революции, и Син вырос в нищете. В 1988 году он выиграл стипендию для обучения в Пекинском университете и первоначально хотел изучать экономику, но был распределён на факультет палеонтологии. В Институте палеонтологии позвоночных и палеоантропологии в Пекине в качестве ученика Чжао Сиджина проявил интерес к динозаврам. Он проанализировал окаменелости юрских динозавров, собранные его учителем Чжао, и выявил самого раннего цератопса Yinlong. Сюй Син имеет собственную лабораторию в институте с семью таксидермистами.

## Научная деятельность
Является автором научных описаний около 60—220 таксонов динозавров (по состоянию на 2012 год), удерживая рекорд в научном мире.
Среди его первых описаний и исследованных им динозавров имеется целый ряд оперённых динозавров, открытие которых в Китае заложило новую основу для понимания родственных отношений между птицами и динозаврами.
Находки микрораптора и анхиорниса в богатых месторождениях провинции Ляонин с перьями на передних и задних конечностях являются, по мнению Сюй Сина, не эволюционным тупиком, а переходной формой к действительно летающим птицам. Перья, по мнению Сюй Сина, были широко распространены у динозавров и первоначально служили для иных целей, чем полёт (сохранение тепла тела, ухаживание).
Учёный пытался с самого начала установить контакты со своими зарубежными коллегами и публиковался в основном на английском, часто в международных журналах. Он также использует последовательно кладистику в своей систематической работе, в то время, когда она ещё не использовалась в Китае для динозавров, в отличие от Запада.
Женат, имеет двух сыновей.